# مهدی هاشمی (بازیگر)
میرمهدی هاشمی قرمزی (زادهٔ ۱۶ آذر ۱۳۲۵) بازیگر، کارگردان و فیلم‌نامه‌نویس ایرانی است. وی برای بازی در فیلم‌های دو فیلم با یک بلیط (۱۳۶۹)، آلزایمر (۱۳۸۹) و آقا یوسف (۱۳۹۰) ۲ بار برندهٔ سیمرغ بلورین بهترین بازیگر نقش اول مرد جشنواره فیلم فجر شده است.

## زندگی
میرمهدی هاشمی قرمزی ۱۶ آذر ۱۳۲۵ در لنگرود به دنیا آمد. او همسر سابق گلاب آدینه، پدر نورا هاشمی و برادر ناصر هاشمی است. وی در سال ۱۳۵۲ در رشتهٔ هنرهای نمایشی از دانشکده هنرهای زیبای دانشگاه تهران فارغ‌التحصیل شد. فعالیت در تئاتر را به عنوان بازیگر به همراه داریوش فرهنگ در سال ۱۳۴۸ با تشکیل گروه تئاتر «پیاده» آغاز نمود.
داریوش فرهنگ و سوسن تسلیمی، از همکلاسی‌های دوره دانشکده مهدی هاشمی محسوب می‌شوند که اوج همکاری داریوش فرهنگ و مهدی هاشمی در ساخت سریال سلطان و شبان بود.
وی نخستین بازی سینمایی‌اش را در فیلم «زنده باد ...» ساختهٔ خسرو سینایی تجربه کرد. اما بازی او در مجموعه تلویزیونی سلطان و شبان بود که نامش را سر زبان‌ها انداخت و او را به شهرت رساند. بازی او در فیلم دو فیلم با یک بلیت، سیمرغ بلورین بهترین بازیگر نقش اول نهمین دوره جشنواره فیلم فجر را برای او به ارمغان آورد.
مهدی هاشمی در دهه هفتاد باز هم در فیلم‌های همسر و معجزه خنده درخشید. بسیاری از منتقدان، سیمرغ بلورین دوازدهمین دوره جشنواره فیلم فجر را از آن مهدی هاشمی، برای بازی در فیلم همسر می‌دانستند.
هاشمی پس از چند سال کم‌کاری و دوری از تلویزیون و سینما با مجموعه‌های تلویزیونی هزاران چشم و روزگار قریب به کارگردانی کیانوش عیاری بازگشت موفقیت‌آمیزی به تلویزیون داشت و پس از آن با نقش آفرینی در فیلم‌های متعدد سینمایی، توانایی‌اش را دوباره به اثبات رساند و در بیست و نهمین جشنواره فیلم فجر برای دومین بار موفق به دریافت سیمرغ بلورین بهترین بازیگر نقش اول برای فیلم‌های آلزایمر و آقا یوسف گردید.
هاشمی همچنین در کارهایی از بهرام بیضایی بازی کرد. از جمله تئاتر کارنامهٔ بندار بیدخش و فیلم مرگ یزدگرد.
در ۷ تیر ۱۳۹۸ مهنوش صادقی ادعا کرد که همسر مهدی هاشمی‌ست و با او ازدواج قانونی کرده است. پس از تکذیب نورا هاشمی (دختر مهدی هاشمی)، مهدی هاشمی این قضیه را تأیید و با انتشار کلیپی اعلام کرد مهنوش صادقی همسر قانونی‌اش است.

## فیلم‌شناسی

### سینما
| سال  | نام فیلم                  | کارگردان              |
| ---- | ------------------------- | --------------------- |
| ۱۴۰۲ | پول و پارتی               | سعید سهیلی            |
| ۱۴۰۲ | تگزاس ۳                   | مسعود اطیابی          |
| ۱۳۹۹ | یقه سفیدها                | شهرام مسلخی           |
| ۱۳۹۹ | طبقه یک و نیم             | نوید اسماعیلی         |
| ۱۳۹۹ | کوسه                      | علی عطشانی            |
| ۱۳۹۸ | انفرادی                   | مسعود اطیابی          |
| ۱۳۹۷ | تگزاس ۲                   | مسعود اطیابی          |
| ۱۳۹۷ | زعفرانیه ۱۴ تیر           | سید علی هاشمی         |
| ۱۳۹۴ | سیانور                    | بهروز شعیبی           |
| ۱۳۹۳ | یک دزدی عاشقانه           | امیرشهاب رضویان       |
| ۱۳۹۲ | تراژدی                    | آزیتا موگویی          |
| ۱۳۹۱ | رژیم طلایی                | رضا سبحانی            |
| ۱۳۹۱ | فرزند چهارم               | وحید موسائیان         |
| ۱۳۹۰ | ضد گلوله                  | مصطفی کیایی           |
| ۱۳۹۰ | تلفن همراه رئیس‌جمهور      | علی عطشانی            |
| ۱۳۹۰ | قصه‌ها                     | رخشان بنی‌اعتماد       |
| ۱۳۸۹ | خانه پدری                 | کیانوش عیاری          |
| ۱۳۸۹ | آلزایمر                   | احمدرضا معتمدی        |
| ۱۳۸۹ | آقا یوسف                  | علی رفیعی             |
| ۱۳۸۸ | هیچ                       | عبدالرضا کاهانی       |
| ۱۳۸۷ | مصائب چارلی               | علیرضا سعادت‌نیا       |
| ۱۳۸۱ | روز کارنامه               | مسعود کرامتی          |
| ۱۳۷۷ | بال‌های سپید               | مهدی هاشمی ناصر هاشمی |
| ۱۳۷۵ | معجزه خنده                | یدالله صمدی           |
| ۱۳۷۴ | دیپلمات                   | داریوش فرهنگ          |
| ۱۳۷۲ | الو! الو! من جوجوام!      | مرضیه برومند          |
| ۱۳۷۲ | همسر                      | مهدی فخیم‌زاده         |
| ۱۳۷۰ | بهترین بابای دنیا         | داریوش فرهنگ          |
| ۱۳۷۰ | آقای بخشدار               | خسرو معصومی           |
| ۱۳۷۰ | ناصرالدین شاه آکتور سینما | محسن مخملباف          |
| ۱۳۶۹ | دو فیلم با یک بلیت        | داریوش فرهنگ          |
| ۱۳۶۹ | علی و غول جنگل            | بیژن بیرنگ مسعود رسام |
| ۱۳۶۸ | شکار خاموش                | کیومرث پوراحمد        |
| ۱۳۶۷ | زرد قناری                 | رخشان بنی‌اعتماد       |
| ۱۳۶۷ | تفنگ‌های سحرگاه            | بهروز افخمی           |
| ۱۳۶۶ | غریبه                     | رحمان رضایی           |
| ۱۳۶۶ | خارج از محدوده            | رخشان بنی‌اعتماد       |
| ۱۳۶۵ | بگذار زندگی کنم           | شاپور قریب            |
| ۱۳۶۰ | مرگ یزدگرد                | بهرام بیضایی          |
| ۱۳۵۸ | زنده‌باد …                 | خسرو سینایی           |

### تلویزیون
| سال       | نام                         | سمت                        | کارگردان         | توضیحات                                                                                              |
| --------- | --------------------------- | -------------------------- | ---------------- | --- |
| ۱۴۰۲      | سایه باز                    | بازیگر                     | علی یاور         | شبکه نمایش خانگی                                                                                     |
| ۱۴۰۲      | مرداب                       | بازیگر                     | برزو نیک‌نژاد     | شبکه نمایش خانگی                                                                                     |
| ۱۴۰۱      | شبکه مخفی زنان              | بازیگر                     | افشین هاشمی      | شبکه نمایش خانگی                                                                                     |
| ۱۳۹۹      | کامیون                      | بازیگر                     | مسعود اطیابی     | پخش در نوروز ۹۹ از شبکه دو                                                                           |
| ۱۳۹۶      | گلشیفته                     | بازیگر                     | بهروز شعیبی      | نمایش خانگی                                                                                          |
| ۱۳۹۶      | در جستجوی آرامش             | بازیگر                     | سعید سلطانی      | شبکه تهران                                                                                           |
| ۱۳۹۶      | علی‌البدل                    | بازیگر                     | سیروس مقدم       | پخش در نوروز ۹۶ از شبکه ۱                                                                            |
| ۱۳۹۵      | زعفرانی                     | بازیگر                     | حامد محمدی       | پخش در نوروز ۹۵ از شبکه ۲                                                                            |
| ۱۳۹۴      | دردسرهای عظیم ۲             | بازیگر                     | برزو نیک‌نژاد     | شبکه ۳                                                                                               |
| ۱۳۹۳      | دردسرهای عظیم               | بازیگر                     | برزو نیک‌نژاد     | شبکه ۳                                                                                               |
| ۱۳۹۱      | تله‌فیلم «من کجا خوابم برد؟» | بازیگر                     | جواد کاسه‌ساز     | شبکه ۱                                                                                               |
| ۱۳۸۸      | تله‌فیلم «قصه‌ها و واقعیت‌ها»  | بازیگر                     | حجت قاسم‌زاده اصل | شبکه ۴                                                                                               |
| ۱۳۸۸      | تله‌فیلم «آسان‌سُر»            | بازیگر                     | مجید امامی       | شبکه ۲                                                                                               |
| ۱۳۸۷      | تله‌تئاتر «پسران طلایی»      | بازیگر                     | محمد رحمانیان    | شبکه ۴                                                                                               |
| ۱۳۸۷      | اشک‌ها و لبخندها             | بازیگر                     | حسن فتحی         | در نقش «حشمت شال‌فروش» در نوروز ۱۳۸۸ از شبکه ۱ پخش شد.                                                |
| ۱۳۸۷–۱۳۸۶ | کارآگاهان                   | بازیگر                     | حمید لبخنده      | شبکه ۳                                                                                               |
| ۱۳۸۶      | تله‌فیلم «وقت اضافه»         | بازیگر                     | مهرداد خوشبخت    | این فیلم را نباید با یک فیلم کمدی دیگر با همین نام، به کارگردانی «سیامک خواجه‌وند» (۱۳۸۸) اشتباه کرد. |
| ۱۳۸۶–۱۳۸۱ | روزگار قریب                 | بازیگر                     | کیانوش عیاری     | در نقش «دکتر محمد قریب»                                                                              |
| ۱۳۸۵      | راه شب                      | طرح اولیه فیلمنامه         | داریوش فرهنگ     | فیلمنامه را «جابر قاسمعلی» بر اساس طرحی از «مهدی هاشمی» و «داریوش فرهنگ» نگاشته است.                 |
| ۱۳۸۴      | رقص پرواز                   | بازیگر                     | احمد مرادپور     | شبکه ۱                                                                                               |
| ۱۳۸۲      | طلسم‌شدگان                   | بازیگر                     | داریوش فرهنگ     | شبکه تهران                                                                                           |
| ۱۳۸۱      | هزاران چشم                  | بازیگر                     | کیانوش عیاری     | شبکه ۳                                                                                               |
| ۱۳۸۱      | تله‌تئاتر «بازرس کل»         | بازیگر                     | محمد رحمانیان    | شبکه ۴                                                                                               |
| ۱۳۷۹–۱۳۸۰ | چراغ جادو                   | بازیگر                     | همایون اسعدیان   | در نقش «غول چراغ جادو» شبکه ۱                                                                        |
| ۱۳۷۸–۱۳۷۹ | قصه‌های شهرک سینمایی         | بازیگر                     | بابک محمدی       | شبکه ۴                                                                                               |
| ۱۳۷۸      | آغوش‌های خالی                | بازیگر                     | وحید نیکخواه‌آزاد | شبکه ۳                                                                                               |
| ۱۳۷۷–۱۳۷۶ | کوه‌های سفید                 | کارگردان بازنویسی فیلمنامه | ابوالقاسم معارفی | گروه کودک و نوجوان شبکه ۱                                                                            |
| ۱۳۷۴      | دیپلمات                     | بازیگر                     | داریوش فرهنگ     | محصولی از «سیمافیلم» که در ۱۳ قسمت تهیه و پخش شد.                                                    |
| ۱۳۶۶–۱۳۶۳ | کوچک جنگلی                  | بازیگر                     | بهروز افخمی      | در نقش «دکتر حشمت»                                                                                   |
| ۱۳۶۳–۱۳۶۰ | افسانه سلطان و شبان         | بازیگر و نویسنده           | داریوش فرهنگ     | شبکه ۱ / در نقش سلطان و شبان همزادش                                                                  |

### تئاتر
- نمایش «گودو»، ۱۳۴۸
- نمایش «زاویه»
- نمایش «پرواربندان»
- نمایش «با خشم به یاد آر»
- نمایش «باغ آلبالو»، سالن اصلی تئاتر شهر، ۱۳۵۰
- نمایش «شهر کوچک ما»، انجمن ایران و آمریکا، ۱۳۵۰
- نمایش «خانه برنارد آلبا»، کارگردان، ۱۳۵۲
- نمایش «آدم آدم است»، ۱۳۵۵
- نمایش «عروسی خون»، کارگردان
- نمایش «ادیپ شهریار»، کارگردان
- نمایش «داستانی نه تازه»
- نمایش «خاطرات و کابوس‌های یک جامه‌دار از زندگی و مرگ امیرکبیر» (علی رفیعی)، ۱۳۵۶
- نمایش «همشهری»
- نمایش «دیوار چین»، ۱۳۵۶
- نمایش «دایره گچی قفقازی»، ۱۳۵۸
- نمایش «بریم کمک بابا بزرگ»، کارگردان، کانون پرورش فکری، ۱۳۵۸
- نمایش «زنگ آخر»، کارگردان، کانون پرورش فکری، ۱۳۵۸
- مرگ یزدگرد (بهرام بیضایی)، سالن چهارسو تئاتر شهر، ۱۳۵۸
- پیروزی در شیکاگو (داوود رشیدی)، سالن اصلی تئاتر شهر، ۱۳۷۱
- کارنامه بندار بیدخش (بهرام بیضایی)، سالن چهارسو تئاتر شهر، ۱۳۷۶
- نمایش «حسرت، آرزو، رؤیا»، کارگردان، ۱۳۷۸
- کرگدن (فرهاد آئیش)، سالن اصلی تئاتر شهر، ۱۳۸۷

## جوایز
- نامزد سیمرغ بلورین بهترین بازیگر نقش اول مرد (خارج از محدوده) ششمین جشنواره فیلم فجر - ۱۳۶۶
- برنده سیمرغ بلورین بهترین بازیگر نقش اول مرد (دو فیلم با یک بلیت) نهمین جشنواره فیلم فجر - ۱۳۶۹
- نامزد سیمرغ بلورین بهترین بازیگر نقش اول مرد (همسر) دوازدهمین جشنواره فیلم فجر - ۱۳۷۲
- نامزد تندیس زرین بهترین بازیگر نقش اول مرد (معجزهٔ خنده) اولین جشن سینمای ایران - ۱۳۷۵
- برنده سیمرغ بلورین بهترین بازیگر نقش اول مرد (فیلم‌های آقا یوسف و آلزایمر) بیست و نهمین جشنواره فیلم فجر - ۱۳۸۹
- نامزد تندیس بهترین بازیگر نقش اول مرد (هیچ) چهارمین دوره جشن انجمن منتقدان و نویسندگان سینمای ایران - ۱۳۸۹
- نامزد تندیس زرین بهترین بازیگر نقش اول مرد (آقا یوسف) پانزدهمین جشن سینمای ایران - ۱۳۹۰
- برنده تندیس بهترین بازیگر نقش اول مرد (ضد گلوله) ششمین دوره جشن انجمن منتقدان و نویسندگان سینمای ایران - ۱۳۹۱
- نامزد تندیس بهترین بازیگر نقش اول مرد (سیانور) دهمین دوره جشن انجمن منتقدان و نویسندگان سینمای ایران - ۱۳۹۵